# 石川栄吉
石川 栄吉（いしかわ えいきち、1925年3月26日 - 2005年3月27日）は、日本の人類学者。専攻は社会人類学。東京都立大学名誉教授。

## 経歴
1925年、東京都生まれ。京都大学文学部史学科卒業。卒業後は神戸大学助教授、立教大学教授を経て、1972年より東京都立大学教授。1988年に定年退職して名誉教授となる。その後は中京大学教授を務めた。日本民族学会会長（現・日本文化人類学会）を務めた。

## 研究内容・業績
人文地理学を専攻し、オセアニアなど南太平洋を中心にフィールドワークを進め、研究活動を行った。

## 受賞・栄典
- 1984年：『南太平洋物語―キャプテン・クックは何を見たか―』で毎日出版文化賞受賞。
- 2002年：勲三等旭日中綬章受章[1]。

## 主な著書

### 単著
- 『南太平洋の民族学』（角川選書、1978年）
- 『南太平洋―民族学的研究―』（角川書店、1979年）
- 『南太平洋物語―キャプテン・クックは何を見たか―』（力富書房、1984年）
- 『クック艦長は何を見たか―十八世紀の南太平洋―』（力富書房、1986年）
- 『日本人のオセアニア発見』（平凡社、1992年）
- 『海を渡った侍たち―万延元年の遣米使節は何を見たか―』（読売新聞社、1997年）
- 『欧米人の見た開国期日本―異文化としての庶民生活―』（風饗社、2008年／角川ソフィア文庫、2019年）

### 共著
- （石田英一郎、寺田和夫）『人類学概説』（日本評論新社 1958年）
- （寺阪昭信）『世界の国ぐに―世界をつくる国土と国民―』（大日本図書、1970年）

### 共編著
- （岩田慶治、佐々木高明）『生と死の人類学』（講談社、1985年）